# زیست‌توده (بوم‌شناسی)
زیست‌توده یا زی‌توده (انگلیسی: Biomass) از دیدگاه بوم‌شناسی اشاره به جرم همهٔ بودنی‌های بیولوژیکی (شامل مواد آلی گیاهی، ریزجلبک‌ها و جانداران، باکتریایی یا قارچ) در یک منطقه یا یک اکوسیستم مشخص در یک زمان مشخص است. زیست توده می‌تواند به زیست‌تودهٔ گونه‌ای، که توده یک یا چند گونه در نظر است، یا به زیست‌توده جمعی و عمومی، که به تودهٔ همهٔ گونه‌های اجتماع تشکیل‌دهنده اشاره داشته باشد. این می‌تواند شامل میکروارگانیسم‌ها، گیاهان یا جانوران باشد. این جرم را می‌توان به صورت متوسط جرم در واحد سطح، یا به صورت کل جرم در جامعه بیان کرد.
نحوهٔ اندازه‌گیری زیست‌توده به دلیل اندازه‌گیری آن بستگی دارد. گاهی زیست‌توده به عنوان تودهٔ طبیعی موجودات درجا در نظر است؛ دقیقاً همان‌طور که هستند. به عنوان مثال، در شیلات ماهی قزل آلا، زیست‌تودهٔ ماهی قزل آلا ممکن است به عنوان کل وزن مرطوب ماهی قزل آلا در همان صورت گرفته شدن از آب در نظر گرفته شود. در زمینه‌های دیگر، زیست‌توده را می‌توان از نظر تودهٔ آلی خشک اندازه‌گیری کرد، بنابراین شاید وزن واقعی فقط ۳۰٪ وزن ممکن است حساب شود، که بقیه آب است. برای اهداف دیگر، فقط بافت‌های بیولوژیکی شمارش می‌شوند و دندان‌ها، استخوان‌ها و پوسته‌ها مستثنی هستند. در برخی از کاربردها، زیست‌توده به عنوان جرم کربن وابسته به مواد آلی: «کل کربن آلی» Total organic carbon (TOC)) اندازه‌گیری می‌شود که وجود دارد.